# Храм Николы на Ржавце
Храм Николы на Ржавце — православный храм в Туле. 

## История

### XVIII—XIX века
Местность, в районе которой находится храм, в древности была болотистой, а вблизи протекала река Ржавец. Со временем река высохла, почва осушилась и на этом месте в XVII веке была построена церковь Николая Чудотворца, получившая в народе название Николы на Ржавце. В 1681 году из-за ветхости храм был разобран, и вместо него поставлена деревянная церковь во имя Рождества Иоанна Предтечи, не новая, а перенесённая на это место, будучи купленной у тульского Предтеченского монастыря.
В 1749 году прихожане и вкладчики церкви Рождества Иоанна Предтечи на Ржавце в прошении к преосвященному Савве Коломенскому и Каширскому сообщали, что эта церковь «от ветхости ныне приходит в нарушение» и просили благословения построить на её месте каменный храм во имя Рождества Пресвятой Богородицы с приделом Николая Чудотворца. Благословение было дано. В том же году началось строительство, и в 1750 году придел во имя Николая Чудотворца был уже отстроен. Чтобы сохранить память о Предтеченской церкви, прихожане просили разрешения устроить и другой придел — во имя Рождества Иоанна Предтечи. Старая же деревянная церковь Иоанна Предтечи в 1751 году была продана за 66 рублей в село Иван-Озеро на постройку церкви тоже во имя Рождества Иоанна Предтечи.
Каменная церковь во имя Рождества Пресвятой Богородицы строилась в течение двадцати лет и была освящена в 1770 году. Этот храм возводили по проекту архитектора, спроектировавшего Успенский собор в Тульском кремле. Стилистически эти храмы близки и отличаются от других церквей, построенных в Туле в третьей четверти XVIII века. Главным украшением интерьера новой церкви стал позолоченный главный иконостас, выполненный в стиле барокко. Были в храме иконы кисти знаменитого тульского иконописца Григория Белоусова.
В 1783 году Николаевский придел перестроили. Второй придел — во имя Рождества Иоанна Предтечи — был возведён лишь в 1831 году; средства на его строительство пожертвовали потомственные почётные граждане Никита Добрынин и братья Василий и Иван Ломовы. Никита Добрынин пожертвовал в храм напрестольный серебряный крест, Иван Ломов — большое Евангелие в серебряном позолоченном окладе. Одним из главных жертвователей церкви был харьковский купец Иван Расторгуев; его вклады — серебряные напрестольный крест и кадило, а также серебряный позолоченный дарохранительный ковчег.
Одновременно со зданием церкви была построена колокольня. Из-за ветхости кровли она была надстроена «по новому фасаду» в 1823 году. В 1895 году при храме начала действовать церковно-приходская школа.

### Советский период и современность
Храм Рождества Богородицы на Ржавце был закрыт в конце 1930-х годов. В советское время в здании церкви находились склады и даже цех обувной фабрики. В 1991 году здание храма было поставлено на госохрану в качестве памятника истории и культуры регионального значения.
Церковь возвратили Тульской епархии в феврале 1991 года. Благотворительную помощь храму оказывали многие тульские организации и предприятия. В 2004—2005 году храм был полностью расписан. За образец мастера взяли фрески XVI—XV веков работы Дионисия и Андрея Рублёва.
В середине 1990-х годов при церкви начала работать воскресная школа, а также были созданы два церковных хора. При храме действует школа золотого шитья, а в 2007 году начала работать просфорня.

### Топономика
Храм дал название сразу двум линейным объектам на карте города, на пересечении которых он находился. Никольская улица, соединявшая улицу Томилинскую (позже Суворовскую, ныне Красноармейский проспект) и Воздвиженскую (ныне ул. Революции), в 1924 году получила новое имя — Вересаева. Николо-Ржавский переулок, шедший от улицы Посольской (ныне Советская) к улице Петропавловской (ныне ул. Ленина), в 1924 году был переименован в Студенческий. Ни улица Вересаева, ни Студенческий переулок до наших дней не сохранились.

## Источник
- Лозинский Р. Р. «Страницы минувшего».